# Bochnia (Wójtowa)
Bochnia – część wsi Wójtowa w Polsce,  położona w województwie małopolskim, w powiecie gorlickim, w gminie Lipinki.
W latach 1975–1998 Bochnia administracyjnie należała do województwa krośnieńskiego.
Wierni kościoła rzymskokatolickiego należą do parafii św. Bartłomieja Apostoła.